# Elefthério-Kordelió
Elefthério-Kordelió (grec moderne : Ελευθέριο-Κορδελιό) est une ancienne municipalité de Grèce ayant en 2001 21 630 habitants, devenue en 2010 un district municipal du nouveau dème de Kordelió-Évosmos .
Elle tient son nom de la localité de Kordelió (actuellement Karşıyaka) près de Smyrne, dont étaient originaires les réfugiés qui l'ont fondée après la « Grande Catastrophe ».